# Герцог Каминья

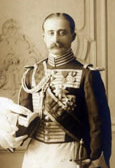
Луис Фернандес де Кордова и Салаберт, 17-й герцог де Мединасели, 14-й герцог де Каминья (1879—1956)

Герцог де Каминья — испанский наследственный титул, созданный 2 января 1619 года королем Филиппом III для Мигеля де Менесеса и Нороньи (1565—1637), 2-го герцога Вила-Реал, 6-го маркиза де Вильярреаль, 8-го графа де Алкотин и Валенса (титулы Португалии).
Испанский король Филипп III, который также являлся и королем Португалии, пожаловал титул герцога де Каминья Мигелю де Менесесу и Нороньи.
24 декабря 1641 года следующий король Испании Филипп IV пожаловал герцогский титул Беатрис де Менесесс, 3-й герцогине де Каминья, племяннице и вдове 1-го герцога де Каминья. 28 февраля 1658 года Беатрис де Менесис также стала грандессой Испании.
После отделения Португалии от Испанской империи (1640), король Филипп IV признал титул герцога де Каминья в качестве дворянского рода Кастилии, сохранив за ним титул гранда.
Название герцогского титула происходит от названия посёлка Каминья в Португалии (округ Виана-ду-Каштелу).

## Герцоги де Каминья
|                                                 | Титул | Период                                          |
| Креация создана Филиппом III (титул Португалии) | Креация создана Филиппом III (титул Португалии) | Креация создана Филиппом III (титул Португалии) |
| ----------------------------------------------- | --- | ----------------------------------------------- |
| I                                               | Мигель де Менесес и Норонья (ок. 1565 — 10 августа 1637), старший сын Мануэля де Менесиса, 1-го герцога де Вила-Реал                                                                                                  | 1619-1641                                       |
| II                                              | Мигель Луис де Менесес и Норонья (1614 — 29 августа 1641), единственный сын Луиса де Нороньи и Менесеса, 7-го маркиза де Вила-Реал (1570—1641), племянник предыдущего                                                 | 1641-1641                                       |
| Креация создана Филиппом IV (титул Испании)     | |                                                 |
| III                                             | Мария Беатрис де Менесес и Норонья (1614—1668), дочь Луиса де Нороньи и Менесес, 7-го маркиза де Вила-Реал (1570—1641), племянница и супруга Мигеля де Менесеса и Норонья, 1-го герцога де Каминья                    | 1641-1668                                       |
| IV                                              | Педро Дамиан Портокарреро и Менесес Норонья (ок. 1640—1704), старший сын предыдущей и Педро Портокарреро, 8-го графа де Меделин                                                                                       | 1668-1704                                       |
| V                                               | Луиза Фелисиана Портокарреро и Менесес (ок. 1640—1705), сестра предыдущего | 1704-1705                                       |
| VI                                              | Гильен Рамон де Монкада и Портокарреро (1671 — 5 февраля 1727), старший сын предыдущей и Мигеля Франсиско де Монкады, 5-го маркиза де Aytona (ок. 1640—1674)                                                          | 1705-1727                                       |
| VII                                             | Мария Тереса де Монкада и Бенавидес (12 августа 1707 — 14 мая 1756), вторая дочь предыдущего и Аны Марии де Бенавидес и Арагон (ок. 1675—1720)                                                                        | 1727-1756                                       |
| VIII                                            | Педро де Алькантара Фернандес де Кордова и Монкада (10 ноября 1730 — 24 ноября 1789), единственный сын предыдущей и Луиса Антонио Фернандеса де Кордовы, 10-го маркиза де Прьего (1704—1768)                          | 1756-1789                                       |
| IX                                              | Луис Мария Фернандес де Кордова и Гонзага (14 апреля 1749 — 12 ноября 1806), единственный сын предыдущего от первого брака с Марией Фраческой Саверией Гонзага ди Кастильоне (1731—1757)                              | 1789-1806                                       |
| X                                               | Луис Хоакин Фернандес де Кордова и Бенавидес (12 августа 1780 — 7 июля 1840), единственный сын предыдущего и Хоакины де Бенавидес и Пачеко, 3-й герцогини де Сантистебан-дель-Пуэрто (1746—1825)                      | 1806-1840                                       |
| XI                                              | Луис Антонио Фернандес де Кордова и Понсе де Леон (18 сентября 1813 — 6 января 1873), старший сын предыдущего и Марии де ла Консепсьон Понсе де Леон и Карвахаль (1783—1856)                                          | 1840-1873                                       |
| XII                                             | Луис Мария Фернандес де Кордова и Перес де Баррадас (20 марта 1851 — 14 мая 1879), старший сын предыдущего и Анхелы Перес де Баррадаси Бернуй, 1-й герцогини де Тарифа (1827—1903)                                    | 1873-1879                                       |
| XIII                                            | Луис Хесус Фернандес де Кордова и Салаберт (16 января 1879 — 13 июля 1956), единственный сын предыдущего и Касильды Ремигии де Салаберт и Артеага, 11-й герцогини де Сьюдад-Реаль (1858—1936)                         | 1880-1956                                       |
| XIV                                             | Виктория Эухения Фернандес де Кордова и Фернандес де Хенестроса (16 апреля 1917 — 18 августа 2013), старшая дочь предыдущего от первого брака с Аной Марией Фернандес де Хенестроса и Гайосо де лос Кобос (1879—1939) | 1959-2013                                       |